# Férfi 4 × 7,5 km-es biatlonváltó az 1968. évi téli olimpiai játékokon
Az 1968. évi téli olimpiai játékokon a biatlon férfi 4 × 7,5 km-es váltó versenyszámát február 15-én rendezték. Az aranyérmet a szovjet váltó nyerte. Magyar csapat nem vett részt a versenyen.

## Végeredmény
Minden hibás találat után 200 méter büntetőkört kellett megtennie a hibázó versenyzőnek, mielőtt egy újabb kísérletet tehetett volna.
| Helyezés | Csapat                                                                                            | Idő                                       | Lövőhiba   |
| -------- | ------------------------------------------------------------------------------------------------- | ----------------------------------------- | ---------- |
| Arany    | Szovjetunió (URS) · Alekszandr Tyihonov · Nyikolaj Puzanov · Viktor Mamatov · Vlagyimir Gundarcev | 2:13:02,4 33:28,9 34:07,2 32:53,2 32:33,1 | 2 1 0      |
| Ezüst    | Norvégia (NOR) · Ola Wærhaug · Olav Jordet · Magnar Solberg · Jon Istad                           | 2:14:50,2 35:12,1 34:06,8 32:26,4 33:04,9 | 5 1 2 0 2  |
| Bronz    | Svédország (SWE) · Lars-Göran Arwidson · Tore Eriksson · Olle Petrusson · Holmfrid Olsson         | 2:17:26,3 34:13,3 35:03,8 35:00,0 33:09,2 | 0          |
| 4.       | Lengyelország (POL) · Józef Różak · Andrzej Fiedor · Stanisław Łukaszczyk · Stanisław Szczepaniak | 2:20:19,6 36:46,3 36:40,6 34:01,9 32:50,8 | 4 2 1 0    |
| 5.       | Finnország (FIN) · Juhani Suutarinen · Heikki Flöjt · Kalevi Vähäkylä · Arve Kinnari              | 2:20:41,8 38:05,0 35:57,3 32:52,3 33:47,2 | 5 3 1 0 1  |
| 6.       | NDK (GDR) · Heinz Kluge · Hans-Gert Jahn · Horst Koschka · Dieter Speer                           | 2:21:54,5 36:48,1 36:22,5 35:22,7 33:21,2 | 4 1 0 2    |
| 7.       | Románia (ROU) · Gheorghe Cimpoia · Constantin Carabela · Nicolae Bărbăşescu · Vilmoş Gheorghe     | 2:25:39,8 36:54,2 34:54,7 38:50,3 35:00,6 | 4 0 4 0    |
| 8.       | Egyesült Államok (USA) · Ralph Wakley · Edward Williams · Bill Spencer · John Ehrensbeck          | 2:28:35,5 36:11,6 38:33,2 37:49,2 36:01,5 | 8 2 4 1    |
| 9.       | NSZK (FRG) · Herbert Hindelang · Theo Merkel · Xaver Kraus · Gerhard Gehring                      | 2:29:56,6 40:11,4 35:38,9 37:03,6 37:02,7 | 6 2 0 2    |
| 10.      | Franciaország (FRA) · Daniel Claudon · Serge Legrand · Aimé Gruet-Masson · Jean-Claude Viry       | 2:31:12,9 37:15,2 38:52,1 38:43,7 36:21,9 | 10 2 3 2   |
| 11.      | Ausztria (AUT) · Paul Ernst · Adolf Scherwitzl · Horst Schneider · Franz Vetter                   | 2:33:47,1 37:46,2 37:20,0 38:04,0 40:36,9 | 10 1 0 1 8 |
| 12.      | Nagy-Britannia (GBR) · Marcus Halliday · Alan Notley · Peter Tancock · Frederick Andrew           | 2:34:40,9 37:43,6 39:17,2 40:20,8 37:19,3 | 9 1 2 5 1  |
| 13.      | Japán (JPN) · Ono Iszao · Sibuja Miki · Okujama Sózó · Josimura Hadzsime                          | 2:35:21,0 38:42,3 39:07,5 39:05,1 38:26,1 | 9 2 0 5 2  |
| –        | Kanada (CAN) · George Ede · Knowles McGill · George Rattai · Esko Karu                            | nem ért célba                             | –          |